# أنتوني فيالا
أنتوني فيالا (بالإنجليزية: Anthony Fiala)‏ (و. 1869 – 1950 م)هو مستكشف من الولايات المتحدة الأمريكية . ولد في جيرسي سيتي .
توفي في مدينة نيويورك .